# Aleksander Szwichtenberg
Aleksander Szwichtenberg (ur. 1947) – polski geograf, ekonomista i wykładowca akademicki.

## Życiorys
W 1975 roku uczył w II Liceum Ogólnokształcącym im. Władysława Broniewskiego w Koszalinie.
Studia podyplomowe na Uniwersytecie Łódzkim ukończył w 1991 roku. W styczniu 1992 habilitował się na podstawie dorobku naukowego oraz rozprawy Stymulatory i bariery rozwoju funkcji turystycznej w Polskiej strefie nadbałtyckiej jako doktor habilitowany nauk przyrodniczych w zakresie geografii (specjalność geografia ekonomiczna i polityczna) na Wydziale Biologii i Nauk o Ziemi Uniwersytetu Łódzkiego.
Jest długoletnim pracownikiem Katedry Turystyki Wydziału Nauk Ekonomicznych Politechniki Koszalińskiej. Jest również pracownikiem Katedry Turystyki i Rekreacji Wyższej Szkoły Bankowej w Gdańsku. Nominację profesora nauk o Ziemi otrzymał 19 września 2011 w Warszawie z rąk prezydenta Bronisława Komorowskiego.
Aleksander Szwichtenberg opublikował monografie i artykuły dotyczące przemysłu turystycznego, gospodarki turystycznej, geografii społeczno-ekonomicznej, geografii turyzmu, turystyki uzdrowiskowej oraz agroturystki.

## Wybór publikacji
- Województwo koszalińskie (praca zbiorowa). Krajowa Agencja Wydawnicza, Koszalin 1979.
- Walory turystyczne województwa koszalińskiego. Koszaliński Ośrodek Naukowo-Badawczy, Koszalin 1980.
- Ochrona walorów turystycznych na przykładzie województwa koszalińskiego. Koszaliński Ośrodek Naukowo-Badawczy, Koszalin 1982.
- Wycieczka geograficzna na trasie Koszalin, Daszewo, Budzistowo, Kołobrzeg, Ustronie Morskie, Gąski, Mielno, Koszalin. Instytut Kształcenia Nauczycieli im. Władysława Spasowskiego w Warszawie. Oddział Doskonalenia Nauczycieli w Koszalinie, Koszalin 1984.
- Połczyn-Zdrój i okolice. Sport i Turystyka, Warszawa 1988, ISBN 83-217-2692-5.
- Gospodarka turystyczna w okresie przejściowym. Wydawnictwo Wyższej Szkoły Inżynierskiej, Koszalin 1995, ISBN 83-86123-35-4.
- z Wojciechem  Portalskim: Geografia województwa koszalińskiego. Wydawnictwo Marek Rożak, Gdańsk 1996.
- Pojmowanie turystyki wiejskiej w Polsce i na świecie. [w:] Turyzm, zeszyt 1(1998), s. 29–37.
- Szanse rozwoju polskiej turystyki wynikające z położenia nad Bałtykiem. [w:] Turyzm, zeszyt 1(1999), s. 173–188.
- z Elżbietą Dziegieć: Przemysł turystyczny. Wydawnictwo Uczelniane Politechniki Koszalińskiej, Koszalin 2000.
- z Włodzimierzem Delugą: Rola marketingu w rozwoju regionów turystycznych. Wydawnictwo Uczelniane Politechniki Koszalińskiej, Koszalin 2000.
- Podstawy turystyki. Wydawnictwo Uczelniane Politechniki Koszalińskiej, Koszalin 2000, ISBN 83-88283-57-X.
- Turystyka jachtingowa na Zalewie Szczecińskim. [w:] Przegląd Zachodniopomorski, tom 20, zeszyt 1(2005), s. 121–129.
- Gospodarka morska w Polsce w latach 1985–2004. (XX Jubileuszowy Sejmik Morski), Darłowo - Nexo, 2004. (praca zbiorowa). Katolickie Stowarzyszenie „Civitas Christiana” Gdańsk, Szczecin, Katedra Turystyki, Demografii i Geografii, Związek Miast i Gmin Morskich. 2005.
- Gospodarka turystyczna polskiego wybrzeża. Wydawnictwo Uczelniane Politechniki Koszalińskiej, Koszalin 2006.
- Działania w trybie partnerstwa publiczno-prywatnego na rzecz rozwoju gospodarki turystycznej gmin przy wykorzystaniu środków Unii Europejskiej = The actions under the public private partnership processes in favour of the development of the tourism economy of the communes by the use of the means obtained from The European Union (praca zbiorowa). Politechnika Koszalińska, Koszalin 2007.
- Partnerstwo publiczno-prywatne a gospodarka turystyczna. Wydawnictwo Uczelniane Politechniki Koszalińskiej, Koszalin 2008. (recenzja)
- Aktywizacja polskiego nadmorskiego obszaru recepcji turystycznej przy wykorzystaniu instrumentu partnerstwa publiczno-prywatnego. [w:] Turyzm, tom 19, zeszyt 1–2(2009), s. 81–87. (pdf)